# Enfant terrible (албум)
Enfant terrible је четврти студијски албум хрватског композитора, текстописца и музичара Дина Дворника, објављен 1997.
Издао га је Croatia Records и садржи четрнаест нумера, а њихов продуцент је сам аутор.
Назив албума је латински термин за неприлагођеног појединца.

## Позадина
Дино Дворник је радио на албуму Иване Банфић и продуцирао албум Ди си ти групе Далека обала. Пар година раније, наступао је у Минхену где је снимљен уживо албум Live In München.

## Албум
Материјал на албуму, уз познате плесне звуке, доноси и нешто ново у композицијама „Мале ноћне оргуље на плин (а капела)” и „La Baraka Blues Mravac, Гонзо...”. Као гости на албуму учествују Давор Гобац, Маријан Бан, Стјепан Џими Станић, Сонгкилерси и други. На албуму се налази неколико хитова „Ђиха, Ђиха”, „Африка”, „Највише крив сам ја” и „Пети елемент”.
Дино Дворник је 1997. године. на Мелодијама хрватског Јадрана за композицију „Ђиха, Ђиха” освојио треће место од стране публике. Снимио је и спотове за песме „Ђиха, Ђиха”, „Африка” и „Пети елемент”.

## Списак песама
| №   | Назив                                             | Трајање |  |
| 1.  | Интро: Ела                                        | 0:31    |  |
| 2.  | Ј**е ме се                                        | 4:08    |  |
| 3.  | Ђиха, ђиха                                        | 4:07    |  |
| 4.  | Bye, Bye                                          | 3:58    |  |
| 5.  | Фјака                                             | 4:37    |  |
| 6.  | Жиголо                                            | 5:47    |  |
| 7.  | Либидо                                            | 4:14    |  |
| 8.  | Африка                                            | 4:25    |  |
| 9.  | Ноћас                                             | 4:36    |  |
| 10. | Највише крив сам ја                               | 4:35    |  |
| 11. | Пети елемент                                      | 5:29    |  |
| 12. | Гад                                               | 4:01    |  |
| 13. | Мале ноћне оргуље на плин (а капела)              | 5:34    |  |
| 14. | Intro: La Baraka Blues Mravac, Gonzo & Dino Blues | 2:40    |  |

## Признања
Дино Дворник је 1996. године за композицију Африка добио хрватску дискографску награду Порин у категоријама хит године и најбољи аранжман. Такође, номинована је у категоријама најбоља продукција и најбољи видео број.
Песма „Ђиха, Ђиха” номинована је за исту награду у категорији најбољи видео број 1998, а Дино Дворник је 1998. године за тај албум добио награду Порин у категорији најбоље продукције. Албум је такође номинован за најбољи снимак.